# Kandidát
Kandidát (z lat. candidatus, oblečený do bílého roucha, od candidus, čistý) je konkrétní člověk – fyzická osoba (někdy jím může být i organizace či instituce – tedy právnická osoba), který se buď sám uchází o nějakou funkci, členství, hodnost nebo poctu, anebo jehož k tomu navrhují jiní. Kandidát je obvykle nominován nějakou skupinou nebo výborem a potom volen nebo schvalován k tomu oprávněným sborem.

## Kandidát ve volbách
Důležité politické funkce se v demokracii obsazují volbou, některé přímou, tj. všemi oprávněnými voliči, anebo nepřímou, tj. sborem volitelů. U malých seskupení (spolek, komise, rada, výbor), pokud mají volit např. svého předsedu, mohou kandidovat všichni oprávnění, pokud s tím souhlasí. Ve volbách s velkým množstvím oprávněných osob (s tzv. pasivním volebním právem) se musí rozumný počet kandidátů předem nominovat, aby se volba mohla prakticky uskutečnit. Ve volbách do parlamentu nominují kandidáty obvykle politické strany, v obecních volbách jsou to často občanská sdružení. Pro kandidáty stanoví zákon určité podmínky, například věk a bezúhonnost, někdy i další omezující podmínky (podpisové archy s podporou voličů, kauce a podobně), které mají zajistit, že kandidát to s volbou myslí vážně, že má nějakou podporu atd.
V poměrném volebním systému, kde se voliči nerozhodují pro jednotlivé kandidáty, nýbrž pro politické strany (sdružení), spočívá nominace v sestavení kandidátní listiny nebo stručně kandidátky, tj. uspořádaného seznamu kandidátů. Jednotliví kandidáti na listině se pak pokládají za zvolené podle počtu získaných hlasů, a to počínaje prvním místem na listině.

## Kandidát na členství
Řada společenských i odborných organizací, asociací, klubů a podobně nemá otevřené členství, nýbrž své členy jmenuje nebo volí, a to na základě nominace, doporučení, případně i záruky jednoho nebo několika členů. Podobnou povahu mělo v historii i členství v (rytířských aj.) řádech, z něhož se vyvinula dnešní vyznamenání.
Osoba, která se uchází a připravuje na nějakou jmenovanou funkci, se pak nazývá čekatel nebo kandidát.

## Kandidát pro akademický titul
Titulem kandidáta (JUC., MUC., PhC. a podobně) se dříve označovali také vysokoškolští studenti, kteří již úspěšně absolvovali první rigorózní zkoušku a dalo se tak předpokládat, že svá studia později řádně dokončí a získají skutečný akademický titul (JUDr., MUDr., PhDr. a podobně).

## Přenesené významy

### Vyhodnocování prvků množiny
Obecně je při vyhledávání kandidátem jakýkoli prvek vyhodnocované množiny: Každý má teoretickou možnost naplnit ověřovaná kritéria a stát se výstupem vyhodonocovacího algoritmu nebo alespoň součástí toho výsledku. Cílem vyhodnocování je buď vybrat podle zadané testovací podmínky, vlastnosti a její (hraniční) hodnoty, buď všechny splňující prvky, anebo právě či nanejvýše jediný prvek. Nalezený prvek je buď prvním splňujícím prvkem, anebo nejlepším, že ze všech splňujících kandidátních prvků dané kritérium splňuje nejlépe: Pak i samo kritérium výběru navíc splňuje předpoklad, že výstupem atomického vyhodnocení je jediná hodnota a že nad výsledkovou množinou existuje uspořádání, že je vlastností kritéria, že onu uspořádanost umožňuje, že generuje uspořádaný výsledek.

### Ironicky negativní
Slovo kandidát se často používá i v ironickém významu pro osoby, u nichž lze očekávat nějakou změnu postavení, pověření, odměnu nebo naopak trest. Tak se o úspěšném člověku dá říci, že je „kandidát“ na postup, nebo o žákovi se špatným prospěchem, že je „kandidát“ na propadnutí: Protože k tomu naplňuje příslušná kritéria.
V přeneseném významu lze podobný obraz použít i o institucích, věcech a podobně. O špatně fungující instituci lze říci, že je kandidátem na zrušení.